# François II d'Orbay
Pour les articles homonymes, voir François d'Orbay.
François II d’Orbay, né en 1634 à Paris où il est mort le 4 septembre 1697, est un architecte français.

## Biographie
Il est le fils de François Ier d’Orbay, maître entrepreneur des bâtiments du roi, syndic de la communauté des maîtres maçons parisiens. Il fait le voyage à Rome en 1660-1661 et propose un escalier pour la Trinité-des-Monts. À son retour à Paris, il entre dans l'atelier de Le Vau, dont il devient le gendre. D’Orbay commença par conduire, avec Pierre Lambert, les travaux de l’église du collège des Quatre-Nations et de plusieurs grands ouvrages au Louvre et aux Tuileries, sous la direction de son maître, avec 1 200 livres de gages, de 1662 à 1665.
Pendant ce temps, il éleva l’église des religieuses prémontrées (gravée par Marot). Le 3 mai 1664, il donnait quittance de 600 livres, pour moitié de ses gages de 1663, comme retenu pour servir en l’architecture et conduite des bâtiments du roi. Le 10 août 1666, il donnait encore quittance de 400 livres pour travaux faits par lui comme architecte des bâtiments du roi. En 1671, il recevait 1 200 livres de gratification pour dessins, plans et conduite des bâtiments royaux. À la même époque, il élevait le portail de l’église de la Trinité, rue Saint-Denis (également gravée par Marot) (détruite). Enfin, le 31 décembre de la même année il était admis à l’Académie royale d'architecture, lors de sa fondation. À la mort de son beau-père, il devint architecte du roi Louis XIV.
De 1667 à 1676, d’Orbay dirigea les travaux faits à Versailles par Le Vau. Membre de l'agence de Louis Le Vau, il propose des plans pour le château en 1667. En 1669, profitant de l'absence de Le Vau qui doit régler des problèmes de fabrication de canons dans le Nivernais, il modifie ses plans pour revenir à ceux qu'il avait proposés en 1667. Après la mort de Louis Le Vau, il fait office de premier architecte du roi sans en recevoir le titre. En 1671-1672, il construit la deuxième chapelle du château de Versailles, dans l'aile sud, détruite en 1674. Il construit la troisième chapelle entre 1675 et 1678, abandonnée en 1679. Il termine le chantier du Trianon de porcelaine en 1672. En 1673-1674, il a introduit pour la première fois en France l'éclairage zénithal pour le grand escalier du roi. En 1674, Colbert intervient pour qu'on lui paie ses gages qui étaient impayées depuis la mort de Louis Le Vau. Il a réalisé l'appartement des Bains entre 1672 et 1676. Il est écarté du chantier de Versailles en 1676 au profit de Jules Hardouin-Mansart, favori de Madame de Montespan.
De 1686 à 1688, il éleva le couvent des Capucines, rue Neuve-des-Petits-Champs et, à cette dernière date, le théâtre des Comédiens du Roi, rue des Fossés-Saint-Germain. On lui doit encore à Paris, l’œuvre de Saint-Germain-l’Auxerrois qu’il aurait fait avec Le Brun, l’église des Prémontrés, de la Croix-Rouge, le portail de celle de la Trinité, rue Saint-Denis. À Lyon il éleva, en 1682, le portail de l’ancienne église des Carmélites et la chapelle de Villeroy. C’est lui qui donna aussi les plans de la porte monumentale, ou arc de triomphe de Montpellier, construite par d’Aviler en 1685. D’Orbay figure pour 1 000 livres dans les comptes des bâtiments du roi de 1672 à 1680 et pour 2 000 livres en 1678.
Il était lié avec Boileau qui se servit de son témoignage pour nuire à Perrault et disputer à ce dernier la gloire d’avoir fourni les dessins de la colonnade du Louvre. À sa mort, son service mortuaire eut lieu à Saint-Germain-l’Auxerrois. C’est d’Orbay qui, dit-on, aurait gravé l’architecture dans les pièces d’Israël Silvestre.
Selon l'architecte Albert Laprade, François d'Orbay était un génie méconnu qui fut écrasé par des courtisans comme Louis Le Vau ou Jules Hardouin-Mansart mais il se révéla en fait meilleur dessinateur qu'architecte.

## Galerie

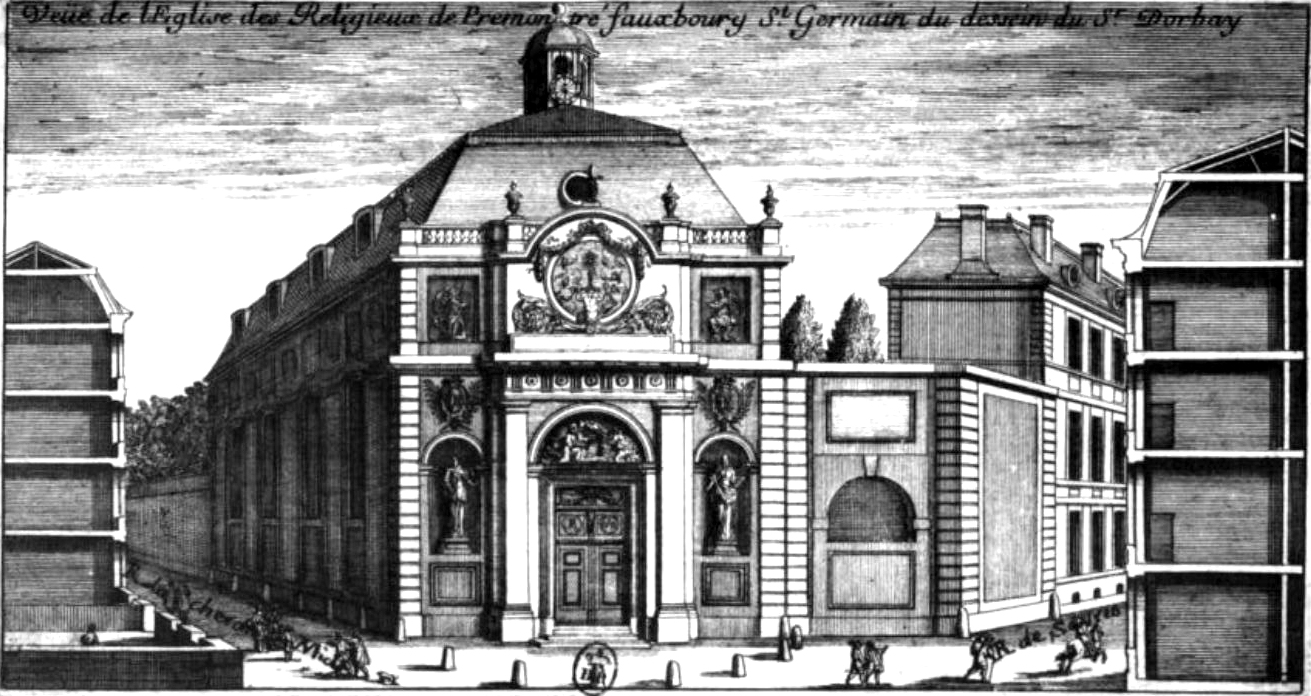
L’église des Prémontrés, Paris
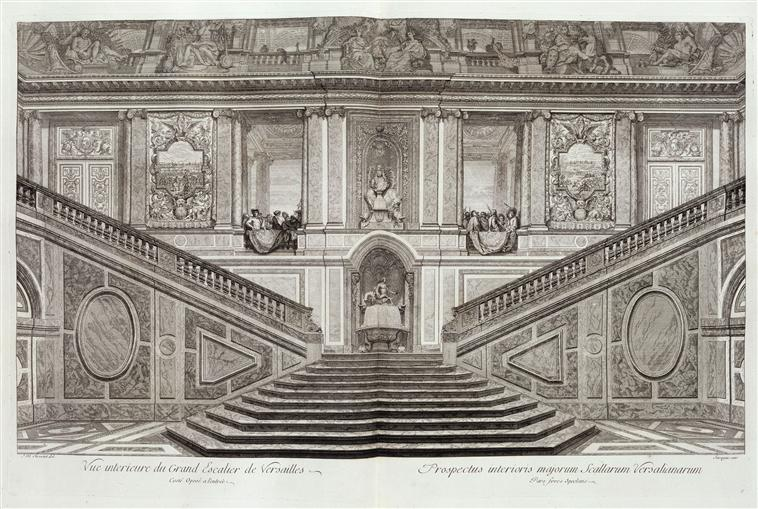
Escalier des Ambassadeurs
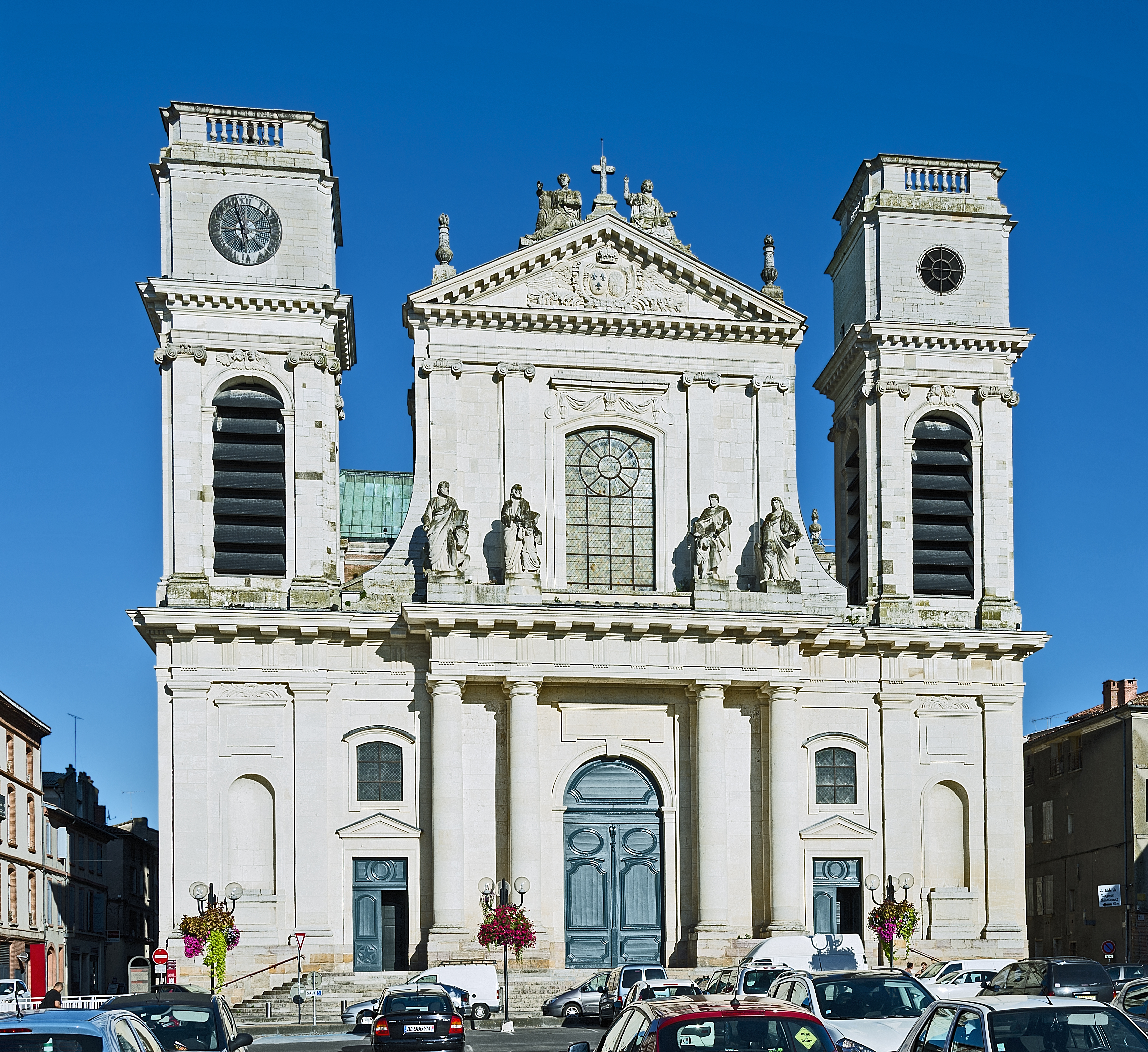
Cathédrale Notre-Dame-de-l'Assomption de Montauban

## Famille
- François Ier d'Orbay (mort en mai 1677), maître maçon, entrepreneur des bâtiments du roi, syndic de la communauté des maîtres maçons parisiens, bourgeois de Paris[10]. Marié en 1633 à Louise Dufresnoy (morte en 1664), remarié en 1664 avec Élisabeth Deshoulières (morte en 1707). Du premier mariage :
  - Thomas d'Orbay, maître maçon, entrepreneur des bâtiments du roi, marié à Jeanne-Madeleine de Bure.
  - François II d'Orbay, architecte du roi, marié à Hélène Le Vau (née en 1652), fille de Louis Le Vau.
  - Jean d'Orbay, entrepreneur des bâtiments du roi, marié le 12 février 1668 à Catherine Bouillier de Bourges
    - Nicolas d'Orbay (30 octobre 1678-24 juin 1742), architecte du roi, contrôleur des bâtiments du roi, marié le 11 mai 1702 avec Anne-Élisabeth Desvoyes (morte en 1728).
      - Marie-Françoise d'Orbay (1712-1787), mariée en 1757 avec Pierre François de Seroux (1702-1780)
      - Nicolas-Antoine d'Orbay (mort en 1752), dernier architecte de la dynastie[11].
      - Jacques d'Orbay

  - Guillemette d'Orbay, mariée à Bernard Pierron, maître maçon et entrepreneur des bâtiments du roi.
    - Charles Pierron.

  - Charles d'Orbay (mort en 1680), marié à Jacqueline Marthe Bellot.